# 尹公欽
尹公欽（韓語：윤공흠，1904年—1974年），朝鮮政治人物，延安派人。他於1956年因挑戰金日成失敗而逃亡到中國。

## 經歷
尹公欽出生於朝鮮半島的平安北道，並在中國南京軍官學校接受軍事訓練。1934年6月，他從中國返回朝鮮半島，參加了由共產主義率領的抗日運動，因此他曾被日本軍政府逮捕。1945年，日本於二戰投降，朝鮮建國，尹公欽就任朝鮮勞動黨中央委員。1952年獲委任為商業部長。1956年，他在中央委員會會議中試圖挑戰金日成，並批評他個人崇拜政策和施政上的失誤，但被金日成和其支持者反駁。同日，尹公欽被撤銷所有職務下逃亡到中國。

## 資料來源
1. ↑  Andrei Lankov . "Crisis in North Korea: The Failure of De-Stalinization, 1956". 130